# Piasecki H-21
Пясецкий CH-21 «Уорк Хорс»/«Шауни» (англ. Piasecki CH-21 Work Horse/Shawnee) — американский военно-транспортный вертолёт, использовавшийся вооружёнными силами США и ряда других стран в 1950—1960-х годах.

## История
В 1940-е годы фирма «Пясецкий Геликоптер» разработала несколько вертолётов с продольной схемой расположения винтов, последним из которых стал H-21, заказанный ВВС США в 1949 году.
Прототип XH-21 (внутрифирменное обозначение Пясецкий Модель 44) впервые поднялся в воздух 11 апреля 1952 года, первый серийный вертолёт взлетел в октябре 1953 года.
Как и предыдущие машины фирмы, H-21 за характерную форму фюзеляжа получил прозвище «летающий банан». Он состоял на вооружении не только ВВС, но и Армии и Береговой охраны США. Всего было произведено 707 вертолётов этого типа, из них 150 поставлено на экспорт.
23—24 августа 1957 года один H-21C выполнил первый беспосадочный трансконтинентальный перелёт вертолёта через территорию США. Полёт из Сан-Диего в Вашингтон длился 31 час 40 минут и проходил с четырьмя дозаправками топливом.

## Конструкция
Вертолёт продольной схемы.

## Боевое применение

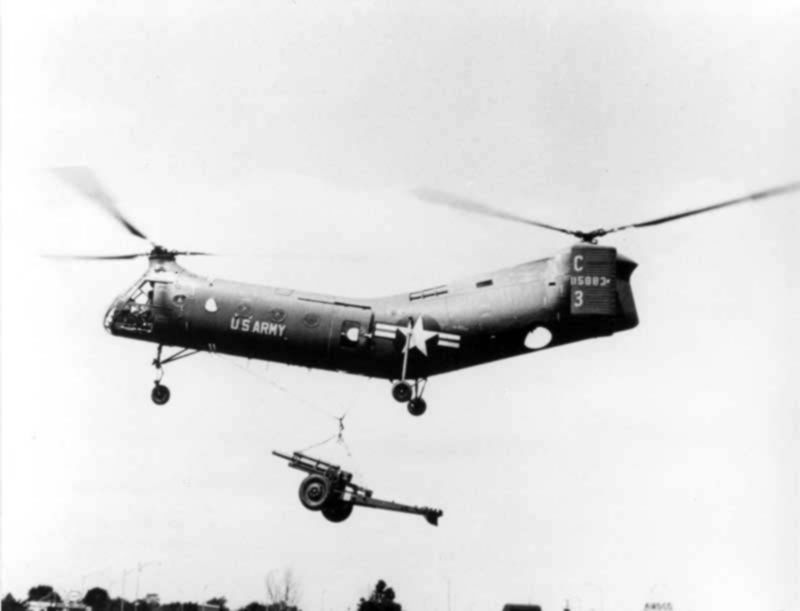
CH-21 Армии США транспортирует 105-мм гаубицу

С лета 1956 года французские H-21 применялись в Алжирской войне. В основном они использовались для транспортировки войск, хотя имела место неудачная попытка превратить H-21 в вертолёт огневой поддержки. Обычно французские машины вооружались 12,7-мм пулемётом или 20-мм пушкой, устанавливавшимися в дверях.
H-21 были первыми американскими вертолётами, направленными в Южный Вьетнам. В декабре 1961 года в страну прибыли две вертолётные роты, сразу же задействованные для переброски южновьетнамских войск. Боевое применение показало, что H-21 обладали недостаточной манёвренностью и живучестью. Тем не менее, поначалу аэромобильные операции проходили успешно, поскольку партизаны НФОЮВ не были знакомы с вертолётами и тактикой их применения, и, соответственно, не могли адекватно противодействовать им. «Чёрным днём» для американских вертолётчиков стало 2 января 1963 года, когда во время сражения при Ап-Бак были подбиты и совершили вынужденную посадку сразу четыре CH-21. Постепенно (с 1962 г.) «Шауни» заменялись более современными «Хьюи» (UH-1), и к моменту ввода в Южный Вьетнам американских наземных войск эксплуатация CH-21 практически завершилась.

## Варианты
- XH-21 — обозначение ВВС для первого прототипа.
- YH-21 — обозначение ВВС для 18 предсерийных вертолётов.
- H-21A «Уорк Хорс» (с 1962 года — CH-21A) — первая серийная модификация. Построено 38 машин.
- H-21B (с 1962 года — CH-21B) — модификация с более мощным двигателем, автопилотом и некоторыми другими изменениями. Построено 163 машины.
- SH-21B (с 1962 года — HH-21B) — поисково-спасательный вариант.
- H-21C «Шауни» (с 1962 года — CH-21C) — самая массовая модификация для Армии США, построено 334 машины.
- H-21D — обозначение двух машин, на которые были установлены газотурбинные двигатели T-58-GE.
- Модель 42A — восемь машин Королевских ВВС Канады, переоборудованных для гражданского использования. Могли перевозить до 19 пассажиров или до 1279 кг груза (либо 2268 кг на внешней подвеске).
- Модель 44A — коммерческий вариант H-21B, рассчитанный на перевозку 19 пассажиров.
- Модель 44B — коммерческий вариант H-21B, рассчитанный на перевозку 15 пассажиров и дополнительного груза.
- Модель 44C — коммерческий вариант H-21B, рассчитанный на перевозку 8 пассажиров.
- HKP-1 — обозначение машин в Вооружённых силах Швеции.

## На вооружении
- Канада (ВВС) — H-21A, Модель 44A (годы?)
- Франция (Армия) — H-21C (годы?)
- ФРГ (ВВС, Армия) — H-21C (годы?)
- Швеция (ВВС, ВМС) — под обозначением HKP-1 (годы?)

## Лётно-технические характеристики
Приведены данные варианта CH-21B.
- Экипаж: 2 человека
- Диаметр несущего винта: 13,41 м
- Длина: 26,31 м
- Длина фюзеляжа: 16,03 м
- Высота: 4,7 м
- Масса пустого: 3629 кг
- Масса максимальная взлетная: 6668 кг
- Двигатель: ПД Wright R-1820-103 Cyclone (1063 л. с.)
- Максимальная скорость: 211 км/ч
- Практическая дальность полёта: 644 км
- Практический потолок: 2360 м
- Нагрузка:
  - 20 снаряжённых солдат или
  - 12 носилок и 2 санитара
- Вооружение: 7,62-мм M 60 и 12,7-мм M2 пулемёта в дверях